# Резолюция 60 на Съвета за сигурност на ООН
Резолюция 60 на Съвета за сигурност на ООН е приета на 19 октомври 1948 г. по повод Палестинския въпрос. Резолюцията определя подкомитет в състав от представители на Обединеното кралство Великобритания и Северна Ирландия, Китай, Франция, Белгия и Украинската ССР, който комитет да обсъди всички изменения, които са предложени или биха могли да бъдат предложени, в проекта за резолюция, съдържащ се в документ S/1059/Rev.2, и след съответни консултации с посредника за Палестина да подготвят окончателен вариант на проекта за резолюция.
Резолюцията е приета без гласуване.